# David Koenig
David Koenig est un auteur américain spécialisé dans les thèmes liés à Disney.
- Mouse Under Glass : Secrets of Disney Animation and Theme Parks (1981, 1997, 2001)
- Mouse Tales: A Behind-the-Ears Look at Disneyland (1995, 2005)
- More Mouse Tales: A Closer Peek Backstage at Disneyland (2002)
- Realityland: True-Life Adventures at Walt Disney World (2007)